# Газимурские Кавыкучи
Газимурские Кавыкучи — село в Газимуро-Заводском районе Забайкальского края России, входит в состав сельского поселения «Трубачёвское».

## География
Село находится в южной части района, на расстоянии примерно 21 км (по прямой) к юго-западу от села Газимурский Завод, административного центра района. 

### Климат
Климат резко континентальный со средними температурами в январе -26 ÷ -28 °С (абс. минимум -48 °С), в июле + 18 ÷ +20 °С (абс. максимум +38 °С). Кол-во выпадающих осадков от 300 до 500 мм/год. Продолжительность вегетационного периода 130—150 дней.  

### Часовой пояс
Село Газимурские Кавыкучи, как и весь Забайкальский край, находится в часовой зоне МСК+6. Смещение применяемого времени относительно UTC составляет +9:00.

## История
Основано в 1740 году переселёнными крестьянами на месте тунгусского улуса. В 1886—1917 годах функционировала пересыльно-каторжная тюрьма. В 1880 в селе числилось 47 дворов. В советское время работали колхоз им. Ворошилова. 

## Население
| 1989 | 2002 | 2010 | 2021 |
| ---- | ---- | ---- | ---- |
| 170  | ↘133 | ↘124 | ↘101 |

### Национальный состав
Согласно результатам переписи 2002 года, в национальной структуре населения русские составляли 100 % из 133 чел.

## Инфраструктура
В селе функционируют начальная школа и клуб.